# Bran Stark
Brandon Stark, solitamente chiamato Bran, è uno dei personaggi principali della saga letteraria di genere fantasy-medievale Cronache del ghiaccio e del fuoco, realizzata dallo scrittore statunitense George R. R. Martin.
Bran è il più giovane tra i personaggi seguiti dalla narrazione ed è uno dei pochi ad essere implicato nel sovrannaturale. Nella serie televisiva Il Trono di Spade, targata HBO, è interpretato dall’attore Isaac Hempstead-Wright. Bran è anche il personaggio secondo la cui prospettiva viene narrato il primissimo capitolo della saga.

## Caratteristiche
Bran viene descritto come un bambino dai lineamenti e tratti somatici tipici dei Tully, la famiglia di sua madre Catelyn, cioè capelli ramati ed occhi azzurri, caratteristiche che non sono state mantenute nella serie TV, in cui Bran ha capelli ed occhi scuri.
All’inizio dei libri, Bran ha 7 anni, ed attualmente ne ha 9, mentre nella serie televisiva, che ricopre un arco temporale maggiore, raggiunge l'adolescenza.
Bran è amabile e curioso, ma al tempo stesso testardo ed avventuroso, con la passione per le scalate ed il sogno di entrare a far parte della Guardia Reale di Approdo del Re, desiderio che andrà in frantumi dopo la sua caduta dalla Torre Spezzata che lo renderà storpio; in compenso, Bran svilupperà delle fantastiche capacità extrasensoriali che imparerà ad usare meglio con l’apprendistato del Corvo con Tre Occhi.

## Biografia del personaggio
Bran nasce nel 288 CA a Grande Inverno, capitale del Nord e sede della nobile Casa Stark, ed è il quartogenito di Ned e Catelyn Stark, fratello minore di Robb, Sansa ed Arya, del suo fratellastro Jon Snow, e maggiore di Rickon.
Bran viene brillantemente istruito sulla storia dei Sette Regni dal buon Maestro Luwin, e prima di diventare paraplegico era solito allenarsi con la spada e l'arco sotto la supervisione di Rodrik Cassel, Maestro d'Arme di Grande Inverno. 
Il suo è un nome di famiglia, infatti apparteneva a suo zio nonché fratello di Ned, e ad antichi Re del Nord, tra cui Brandon il Costruttore, capostipite degli Stark.
Il gioco del trono
Bran appare per la prima volta all’esecuzione di un disertore dei Guardiani della notte ad opera di suo padre Eddard "Ned" Stark. Ned acconsente poi che i 6 cuccioli di meta-lupo ritrovati lungo la strada per il castello di Grande Inverno vengano rispettivamente donati ai propri figli: Robb, Jon, Sansa, Arya, Bran e Rickon.
Durante la permanenza della corte reale di Approdo del Re a Grande Inverno, Bran, mentre sta scalando la Torre Spezzata del palazzo, è testimone di un rapporto incestuoso tra la regina Cersei Lannister e suo fratello gemello Jaime Lannister, lo Sterminatore di Re. Per salvaguardare il loro oscuro segreto, Jaime scaraventa Bran giù dalla torre, ma il bambino sopravvive miracolosamente, entrando però in un profondo stato di coma. Nel periodo in cui Bran è versato in un letto a combattere tra la vita e la morte, un sicario mandato da chissà chi cerca di assassinare il piccolo, ma il tempestivo intervento del meta-lupo di Bran, Estate, salva sia il bambino, sia sua madre Catelyn. Ancora incosciente, il dormiente Bran sogna un misterioso Corvo con Tre Occhi che gli promette di potergli insegnare a volare, e che, con le sue parole d’incoraggiamento, riesce a far ridestare Bran dal coma. Tuttavia, a causa della tremenda caduta dalla torre, Bran ha perso la sensibilità e l’uso delle gambe, ed in più, non ricorda nulla né dell’incidente, né di quanto ha visto poco prima di esso. Da qui, Bran viene scortato dovunque dal grosso ragazzo dalla mente semplice, Hodor, e comincia ad interessarsi alla magia. 
Nel mezzo di una cavalcata nella Foresta del Lupo, Bran viene circondato da un’orda di Bruti e disertori dei Guardiani della notte. Fortunatamente, Robb e Theon Greyjoy, protetto di Eddard, salvano Bran ed uccidono gli aggressori, tranne una donna di nome Osha, che viene portata al castello di Grande Inverno da prigioniera. Bran ed Osha legano per via del loro credo negli Antichi Dei, e, successivamente, Robb raduna gli alfieri degli Stark e parte per l'imminente guerra contro i Lannister, perciò Bran viene nominato Lord di Grande Inverno fintantoché il fratello sarà assente.
Giorni dopo, Bran condivide con il suo fratellino Rickon uno strano sogno nel quale rincontra il fantomatico Corvo con Tre Occhi, che lo guida nelle cripte di Grande Inverno per parlare con suo padre Ned, addolorato e in catene, come se fosse l’ultima volta che possa vederlo. Bran, accompagnato da Osha e Maestro Luwin, scende nel sepolcro della sua famiglia, spinto dal desiderio di accertarsi che il papà si trovi lì. Ovviamente, Bran non ritrova nessuno, ma l'immediato arrivo di una lettera che comunica dell'effettiva morte di Eddard Stark lascia intendere che la dipartita dell'uomo sia stata già avvertita via sogno da Bran.
Lo scontro dei re
Dopo la proclamazione di Robb a Re del Nord, Bran, in quanto suo diretto erede, diventa a tutti gli effetti il Lord di Grande Inverno. Onde dover far fronte ai problemi politici, Bran soffre sempre più di strani sogni nei quali s’immedesima nei panni di Estate, isolato nel Parco degli Dei di Grande Inverno insieme a Cagnaccio, meta-lupo di Rickon, per aver aggredito i protetti di Catelyn, i due Walder Frey; ciò fa sorgere quindi dell’inimicizia tra Bran e i Frey.
Durante la Festa del Raccolto, a cui partecipano i più fidati vassalli degli Stark, presenziano pure Meera e Jojen Reed, figli adolescenti di Howland Reed, leale amico dell’oramai defunto Ned Stark e Lord della Torre delle Acque Grigie. Bran lega subito con i fratelli Reed, i quali appaiono assai interessati ai cosiddetti “Sogni di Lupo” che perseguitano il giovane principe. Jojen, infatti, ammette di possedere la “Visione dell’Oltre”, ovvero l’abilità di profetizzare eventi prossimi nei sogni conferitagli nientemeno che dal Corvo con Tre Occhi; in uno dei suddetti sogni, Jojen ha visto un lupo alato incatenato ed il Corvo con Tre Occhi che cercava invano di liberarlo, così il giovane Reed ha interpretato la visione come un suo compito di giungere a Grande Inverno per sciogliere dalle catene Bran, creduto da lui il lupo con le ali, e fargli aprire il suo “Terzo Occhio”, che gli permetterà di vedere oltre il visibile. Dopo aver avuto la conferma delle profezie di Jojen, Bran si confida con il ragazzo e la sorella circa i suoi Sogni di Lupo, e capisce da loro di essere un Metamorfo, vale a dire una persona in grado di entrare nella mente del proprio animale per controllarne le azioni; dato che Bran non domina ancora questo suo potere, riesce solamente ad osservare attraverso gli occhi di Estate dall’interno dei suoi sogni, dove si manifesta il suo Terzo Occhio.
Tempo più tardi, Grande Inverno viene assaltata e conquistata dagli Uomini di Ferro capitanati da Theon Greyjoy, che ha tradito gli Stark per acquistare la fiducia di suo padre lord Balon, e Bran, in mancanza di un esercito con cui combatterli visto che il grosso delle forze è partito in guerra con Robb, si vede costretto a cedergli spontaneamente Grande Inverno. Per fortuna, Bran, Rickon, Hodor, Osha, Jojen, Meera, Estate e Cagnaccio riescono a sfuggire dalle grinfie degli Uomini di Ferro e si rifugiano nelle cripte di Grande Inverno, mentre Theon, per non essere deriso della sua incapacità di non aver saputo tenere a bada Bran e Rickon, uccide due dei figli del mugnaio e li fa passare per i ragazzi Stark. Le apparenti morti di Bran e Rickon raggiungono presto le orecchie dell'intero reame, che da allora incomincia a ritenere i due bambini per davvero deceduti. Alla fine, Bran e gli altri escono allo scoperto e si ritrovano davanti ad una Grande Inverno saccheggiata e rasa al suolo dai soldati di Ramsay Snow. L’unico superstite è Maestro Luwin, che tuttavia è ridotto molto male, perciò Osha pone fine alle sue sofferenze dopo che l’anziano sapiente saluta caldamente Bran e Rickon. A questo punto, il gruppo si divide: Osha porterà Rickon e Cagnaccio al sicuro a Sud, al contrario di Bran, Hodor, Jojen, Meera ed Estate che s’incammineranno verso il Nord.
Tempesta di spade
Il gruppo formato da Bran, Hodor, Jojen, Meera ed Estate è in marcia verso la Barriera su suggerimento di Jojen, che vorrebbe condurre Bran al cospetto del famigerato Corvo con Tre Occhi, il quale pare risiedere realmente nelle Terre dell’Eterno Inverno, in modo tale da far istruire il piccolo principe sulle sue straordinarie capacità sensoriali in maniera più adeguata. Bran è infatti riuscito finalmente ad aprire il suo Terzo Occhio, così da entrare in Estate a suo piacimento e non solo nei sogni, ma spetta a Jojen il compito di riportarlo indietro per evitare che l’istinto animale del meta-lupo consumi l’anima umana di Bran; per l’appunto, Bran preferisce rimanere a lungo in Estate, sentendosi libero di correre e di fare tutto ciò che ormai gli è stato negato dopo la sua caduta dalla torre, ma così facendo rischia di far deperire il proprio di corpo, poiché nutrirsi dall’interno di Estate non è come fare lo stesso con l’organismo di Bran. 
Lungo il tragitto, i 5 devono essere prudenti data la situazione del mondo circostante: la guerra divampa e gli uomini di Ramsay Snow stanno salendo lungo il settentrione domandando in giro a proposito di certi “meta-lupi”, facendo dunque dedurre loro che Ramsay stia cercando in incognito Bran e Rickon; quindi, per non dare troppo nell’occhio, il gruppo preferisce viaggiare su e giù per colline e montagne, malgrado queste non offrano grande riposo e mezzi di sostentamento, per non rischiare che, sulla grande via della Strada del Re, qualcuno dei loro nemici tra gli Uomini di Ferro e il Bastardo di Bolton possa riconoscere Bran, creduto ancora morto.
Successivamente, nelle zone del Nuovo Dono, il gruppetto di Bran è accampato in una torretta abbandonata dal nome “Corona della Regina”, da cui si intravedono alcune persone in lontananza, così Bran utilizza la sua Metamorfosi per uscire ed andare a controllare cosa stia succedendo all’infuori della struttura tramite Estate. Notando il suo fratellastro Jon nel momento in cui tradisce la fiducia dei Bruti, che gli si rivoltano contro, Bran fa sì che Estate aggredisca alcuni di loro, permettendo così a Jon di scappare; purtroppo, nello scontro, Estate rimane ferito e per un breve periodo di tempo Bran è incapace di potersi trasferire nella sua mente finché Meera non guarisce completamente l’animale; oltretutto, Bran dà ancora prova dei suoi eccezionali poteri arrivando ad entrare addirittura nella mente di Hodor per calmarlo da una tempesta e non farsi scoprire dai Bruti.
In seguito, mossi da un Sogno dell'Oltre di Jojen, il gruppo raggiunge finalmente la Barriera e sosta tra le mura del Forte della Notte, uno dei tanti castelli in rovina dei Guardiani della notte, riflettendo su di un modo per oltrepassare l’enorme muraglia di ghiaccio; Bran è però preoccupato da un suo sogno nel quale ha assistito alle morti di Robb e Vento Grigio durante le Nozze Rosse. Mentre dormono, i 5 s’imbattono in Samwell Tarly, attendente dei Guardiani, e Gilly, una moglie-figlia di Craster. Sam e Gilly spiegano di essere arrivati fin lì grazie a Manifredde, uno strano individuo in sella ad un alce incontrato nella Foresta Stregata, il quale sapeva che ci sarebbero state persone ad attenderli al Forte della Notte, tra cui il "prescelto": Bran stesso. Sam intuisce immediatamente che Bran sia il fratellino storpio di Jon, ma il ragazzino e Jojen riescono ad estorcergli la promessa di non rivelare a nessuno della sopravvivenza di Bran, incluso a Jon. Su richiesta di Manifredde, Sam conduce poi il quintetto attraverso il passaggio segreto usato da lui e Gilly, il Portale delle Tenebre, al termine del quale Bran, Hodor, Jojen, Meera ed Estate mettono piede aldilà della Barriera, dove conoscono Manifredde, che si propone di aiutarli nel loro viaggio di ricerca del Corvo con Tre Occhi.
In tutto ciò, Tyrion e Jaime Lannister immaginano sia stato Joffrey Baratheon il mandante del tentato omicidio di Bran a Grande Inverno.
Una danza con i draghi
Bran, Hodor, Jojen, Meera ed Estate proseguono con il loro estenuante viaggio oltre la Barriera guidati dal tenebroso Manifredde. La spedizione, però, è tutt’altro che semplice: Hodor fatica talvolta a trasportare su di sé il peso di Bran, e Jojen appare sempre più indebolito e malaticcio; come se non bastasse, la compagnia rischia di morire di freddo e fame, e Bran, mentre è in Estate, finisce persino con il cibarsi della carne umana di alcuni disertori dei Guardiani della notte stabilitisi nel Castello di Craster ed uccisi da Manifredde. Nei panni di Estate, Bran si scontra anche con un lupo, Un-Occhio, che il ragazzino capisce essere controllato da un altro Metamorfo (Varamyr Seipelli), ma Bran/Estate sottomette lui ed i suoi compagni, proclamandosi capobranco. A lungo andare, Bran e gli amici si domandano spesso della vera natura di Manifredde, concludendo si tratti di un Non-Morto poiché è perennemente infastidito dal fuoco e rifiuta di mostrarsi in volto.
Dopo essere sopravvissuti mangiando i resti dell’alce di Manifredde, tutti e 6 giungono in prossimità di una collina innevata, dove, tuttavia, subiscono un’imboscata da parte dei Non-Morti. Bran prende possesso nuovamente della mente di Hodor per combattere gli zombie, ma, successivamente, sviene e si risveglia assieme agli altri in una caverna oscura situata al di sotto della pianura, nella quale vengono accolti dagli ultimi Figli della Foresta ancora in vita che li hanno tratti in salvo bruciando i mostri. Le creature affermano che la grotta è protetta da una magia che impedisce agli Estranei e ai Non-Morti di varcare l’entrata, perciò il gruppo è apparentemente al sicuro, ma Manifredde, in quanto morto vivente, è impossibilitato a restare con loro. Foglia, uno dei Figli della Foresta, accompagna i 5 nelle profondità della caverna, che dirama tra le radici di una foresta di Alberi-Diga e un pavimento disseminato di ossa, sino a trovarsi dinanzi al vero corpo del Corvo con Tre Occhi: un anziano uomo scheletrico dai lunghi capelli bianchi, privo di un occhio e avente una voglia rosso sangue sul collo, incastonato tra le ramificazioni degli Alberi-Diga; il suo nome è Brynden Rivers, uno dei figli bastardi di Aegon IV Targaryen.
Il gruppo dimora nella caverna del Corvo con Tre Occhi, che aiuta Bran a padroneggiare meglio i suoi poteri da Metamorfo, così il ragazzo impara ad entrare nella mente di un corvo, ma continua ad usare anche quella di Hodor per esplorare ogni angolazione della grotta. Inoltre, i Figli della Foresta porgono a Bran una pasta di semi e radici di Alberi-Diga che stimola in lui il dono dei “Sogni Verdi” con cui poter osservare attraverso gli Alberi-Diga; infatti, come prima esperienza, Bran vede suo padre Ned, nel passato, affilare la lama di Ghiaccio nel Parco degli Dei tramite gli occhi dell’Albero-Diga di Grande Inverno, e, preso dalla foga del momento, cerca di parlare con lui, anche se Ned percepisce unicamente un sussurro che attribuisce al vento. Brynden rende partecipe Bran del fatto che le sue abilità sono limitate allo scrutare passato, presente e futuro, senza che possa cambiarli. Nel sonno, poi, Bran assiste ad un sacco di visioni del passato inerenti a diversi momenti della storia di Grande Inverno:
- il suo giovane padre che prega gli Antichi Dei che Robb e Jon crescano come fratelli e che Catelyn possa trovare la forza di perdonarlo;
- una ragazza, molto simile a sua sorella Arya, e un ragazzo che giocano a combattere con dei rami (presumibilmente Lyanna e Benjen Stark, fratelli di Ned e zii di Bran);
- una donna che implora gli Antichi Dei di essere vendicata da un figlio;
- una fanciulla snella in punta di piedi che bacia un cavaliere alto quanto Hodor;
- un giovane pallido dagli occhi scuri che taglia il legno dell’albero per formare delle frecce;
- un uomo barbuto che costringe un prigioniero ad inginocchiarsi e una donna dai capelli bianchi che lo uccide con una falce di bronzo;
- altri Lord di Grande Inverno alti, duri e severi in pelliccia e cotta di maglia.

In seguito, durante la permanenza dei Bolton a Grande Inverno per il matrimonio tra Ramsay e la finta "Arya", la presenza di Bran viene percepita da numerosi corvi gracchianti, ma soprattutto quando un Theon mutilato, avvicinandosi all’Albero-Diga nel Parco degli Dei, nota il volto di Bran scolpito nel tronco e ode le foglie bisbigliare il suo nome, in segno dell'accrescimento dei poteri di Bran.

## Trasposizione televisiva
Nella serie televisiva Il Trono di Spade, tratta dai romanzi, è interpretato dal giovane attore Isaac Hempstead-Wright. Mentre nei romanzi, Bran ha il tipico aspetto dei membri della Casa Tully (la famiglia della madre), ovvero capelli ramati e occhi azzurri, nel telefilm ha capelli e occhi castani. Poiché la serie televisiva copre un arco temporale più lungo della saga letteraria, il personaggio col passare delle stagioni raggiunge l'adolescenza, cosa che non accade nei romanzi.

### Prima stagione
Bran riceve uno dei cuccioli di meta-lupo recuperati dal padre e dai fratelli maggiori e lo chiama Estate. Durante la visita della famiglia reale a Grande Inverno, Bran sorprende la regina Cersei Lannister fare sesso col fratello Jaime, che lo butta dalla finestra per impedirgli di parlare. Mentre è in coma per l'impatto, la sua vita viene nuovamente messa a rischio da un sicario, che verrà però ucciso da Estate. Ripresa conoscenza, Bran non riesce a ricordare gli eventi prima della sua caduta e scopre che è paralizzato dalla vita in giù; da questo momento sarà costretto a essere trasportato ovunque dal gigantesco stalliere Hodor. Lentamente, si rende conto che ha acquisito la capacità di trasferirsi con la mente nel corpo di Estate, capacità che fa di lui un metamorfo. Dopo che il fratello maggiore, Robb, viene incoronato Re nel Nord, Bran diventa erede di Robb e lord di Grande Inverno.

### Seconda stagione
Quando Theon Greyjoy si impossessa di Grande Inverno, la bruta Osha aiuta Bran e il suo fratello minore Rickon a nascondersi. Per rafforzare il suo potere a Grande Inverno, Theon uccide e brucia due ragazzi orfani e fa passare i loro cadaveri carbonizzati per quelli di Bran e Rickon. Dopo che gli uomini di Theon lo tradiscono e Grande Inverno viene saccheggiato, Bran, Rickon, Hodor, Osha e i meta-lupi dei due fratelli Stark, fuggono verso nord, intenzionati a rifugiarsi alla Barriera dal fratellastro di Bran e Rickon, Jon Snow.

### Terza stagione
Bran e il suo gruppo incontrano i due fratelli Jojen e Meera Reed. Jojen condivide il dono dei Sogni Verdi di Bran e lo aiuta ad interpretare le sue visioni profetiche. Giunti alla Barriera, Bran chiede ad Osha di portare Rickon all'Ultimo Focolare, roccaforte della Casa Umber, e decide di proseguire oltre la Barriera insieme a Hodor, i fratelli Reed ed Estate, per incontrare di persona il Corvo con Tre Occhi, un essere che compare spesso nei suoi sogni. Incontra anche il Guardiano della notte Samwell Tarly e la bruta Gilly, che cercano inutilmente di dissuaderlo.

### Quarta stagione
Durante il loro viaggio oltre la Barriera, Bran e il suo gruppo giungono al Castello di Craster, dove sono catturati e tenuti in ostaggio da disertori dei Guardiani della notte guidati da Karl Tanner. I ranger dei Guardiani della notte, guidati da Jon Snow, raggiungono il Castello di Craster per uccidere i disertori, ma Locke, una nuova recluta in realtà spia di Roose Bolton, cerca di portare via Bran per poterlo assassinare. Bran usa i suoi poteri per impossessarsi di Hodor e uccide Locke rompendogli il collo. Bran e il suo gruppo sono costretti a continuare il loro viaggio senza avvisare Jon, perché Jojen sostiene che cercherebbe di fermarli. Il gruppo di Bran raggiunge infine l'Albero del Cuore visto da Bran in sogno, ma vengono attaccati dai non-morti. Jojen è ucciso nell'attacco, ma i Figli della Foresta raggiungono il gruppo e li salvano. Bran viene accompagnato in una grotta per incontrare il Corvo con Tre Occhi, il cui vero corpo è quello di un vecchio uomo. Il Corvo con Tre Occhi rivela a Bran che, anche se non potrà mai più camminare, potrà volare.

### Sesta stagione
Il Corvo con Tre Occhi istruisce Bran, mostrandogli diverse visioni del passato, tra cui suo padre Ned Stark e Howland Reed che affrontano ser Arthur Dayne e ser Gerold Hightower alla Torre della Gioia e scopre inoltre che furono i Figli della Foresta a creare gli Estranei, in un rovinoso tentativo di costruirsi un'arma da usare contro i Primi Uomini. Tuttavia, il Corvo con Tre Occhi è sempre rapido nel ritirare Bran dalle visioni, avvertendolo che potrebbe rimanere intrappolato se vi rimanesse troppo a lungo.
Annoiato dalla lentezza della sua formazione, Bran si proietta in una visione degli Estranei a cui il Corvo con Tre Occhi ha voluto accedere da solo, e questo fa in modo che il Re della Notte si accorga di lui e riesca a localizzarlo. Il Corvo con Tre Occhi da a Bran in un'altra visione del passato di Grande Inverno, in un disperato tentativo di infondergli più conoscenze possibili, prima dell'imminente disastro. Mentre ciò accade, gli Estranei e i non-morti raggiungono la grotta e uccidono il Corvo con Tre Occhi, i Figli della Foresta ed Estate. Bran, ancora intrappolato nella visione, entra nel corpo di Hodor per difendere se stesso e Meera, ma anche Wylis, il giovane Hodor della visione di Bran, viene colpito dall'incantesimo e viene colto da gravi convulsioni, esclamando ripetutamente le parole di Meera "trova un modo" (nell'originale inglese "hold the door", "trattieni la porta") storpiandole progressivamente, fino a trasformarle in "hodor", parola che ripeterà per tutta la vita. Nel presente, Hodor, ancora posseduto da Bran, viene sopraffatto e ucciso dai non-morti.
Bran e Meera vengono salvati dal Guardiano della notte Benjen Stark, zio di Bran, ormai ridotto a un cadavere ambulante dopo essere stato tempo prima ucciso dagli Estranei: egli racconta ai due ragazzi che la magia dei Figli della Foresta gli ha impedito di diventare un non-morto al servizio degli Estranei. Benjen accompagna Bran e Meera fino in prossimità della Barriera, a cui i morti come lui non possono accedere. Qui Bran ha un'altra visione del padre a Torre della Gioia e scopre che Jon Snow è in realtà il figlio di Lyanna Stark e Rhaegar Targaryen, nato a Torre della Gioia e affidato dalla madre morente a Ned, affinché sfuggisse all'odio di Robert Baratheon.

### Settima stagione
Bran, trascinato su una slitta da Meera, raggiunge il cancello del Castello Nero. All'apertura del cancello, il ragazzo convince Edd e i suoi uomini a farli passare, svelando la propria identità e rivelando di conoscere la minaccia incombente degli Estranei. In seguito, Bran raggiunge Grande Inverno insieme a Meera, ma, essendo diventato il nuovo Corvo con tre occhi, non conserva più i sentimenti che lo legavano alle persone amate, e reagisce freddamente sia al ricongiungimento con le sorelle Sansa e Arya, sia all'addio di Meera che decide di tornare dalla sua famiglia.
Quando Petyr Baelish, volendo togliere di mezzo Arya, cerca di mettere lei e Sansa l'una contro l'altra, Bran usa i suoi nuovi poteri per fornire a Sansa numerose prove utili a processare e infine condannare a morte Baelish. Poco tempo dopo, Bran riceve Samwell Tarly, da poco giunto a Grande Inverno, e gli rivela che Jon è in realtà un bastardo del principe Rhaegar Targaryen. Tuttavia, Sam lo corregge e gli dice che, stando a un diario di un septon archiviato alla Cittadella, Rhaegar ha annullato le sue nozze con Elia Martell per sposare Lyanna Stark in una cerimonia segreta e questo fa di Jon l'erede legittimo del Trono di Spade. Bran guarda così nel passato per verificare le informazioni di Sam, scoprendo che è tutto vero e che il vero nome di Jon è Aegon Targaryen.

### Ottava stagione
All'arrivo di Jon e Daenerys a Grande Inverno, Bran li informa del pericolo ormai alle porte: il Re della Notte si sta avvicinando con il suo immenso esercito di non-morti e con Viserion resuscitato. Attende quindi l'arrivo di Jaime al castello, esortando Sam a dire la verità a Jon sulle sue origini, e presiede all'interrogatorio del Lannister. In un colloquio privato con lui gli comunica di non aver fatto parola su quanto accaduto in passato fra loro ritenendolo importante per la battaglia imminente. Al concilio per pianificare la difesa di Grande Inverno rivela di essere l'obiettivo principale del Re della Notte, stabilendo di fare da esca presso il Parco degli Dei sotto la protezione di Theon e degli Uomini di Ferro. Mentre la guerra infuria perdona il giovane Greyjoy per il tradimento passato e lo ringrazia per l'aiuto; caduti ormai tutti gli uomini in sua difesa, compreso Theon, quando sta per soccombere per mano del sopraggiunto Re della Notte circondato da tutti gli Estranei, viene salvato da Arya che trafigge il Re con il suo pugnale in acciaio di Valyria polverizzandolo e determinando l'immediata sconfitta del suo esercito.
In seguito, alla fine della guerra tra Cersei e Daenerys, nella quale moriranno entrambe le regine, Bran, essendo il Corvo con tre occhi e dunque il depositario della storia di Westeros, viene scelto come nuovo re, con il titolo di Bran lo Spezzato.